# موسسه مهندسان برق

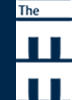
لوگوی آی‌ئی‌ئی

مؤسسه مهندسان برق (اختصاری آی‌ئی‌ئی) یک سازمان حرفه‌ای بریتانیایی از متخصصان الکترونیک، برق، تولید و فناوری اطلاعات، به ویژه مهندسان برق بود. در سال ۱۸۷۱ به عنوان انجمن مهندسان تلگراف (به انگلیسی: Society of Telegraph Engineers) آغاز شد. در سال ۲۰۰۶ با مؤسسه مهندسان همبسته ادغام شد و سازمان جدید مؤسسه مهندسی و فناوری (IET) است.
رؤسای جمهور برجسته گذشته شامل لرد کلوین (۱۸۸۹)، سر جوزف سوان (۱۸۹۸) و سباستین د فرانتی (۱۱–۱۹۱۰) بودند. از رؤسای برجسته می‌توان به جان ام ام مونرو (۱۱–۱۹۱۰) اشاره کرد.

## تاریخ

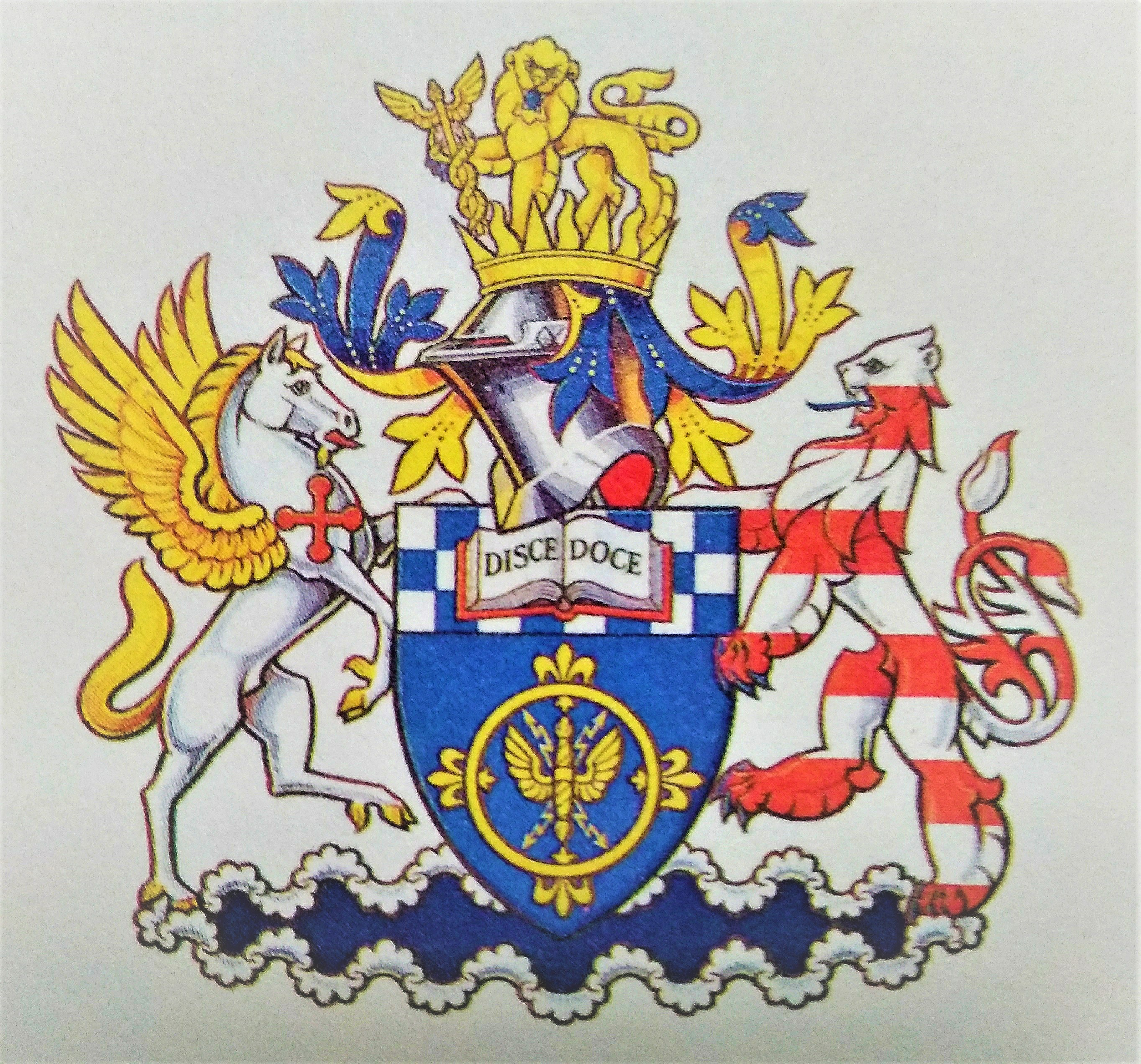
نشان قدیمی آی‌ئی‌ئی، انگلستان

آی‌ئی‌ئی در سال ۱۸۷۱ به عنوان انجمن مهندسان تلگراف تأسیس شد، نام خود را در سال ۱۸۸۰ به انجمن مهندسان تلگراف و برق تغییر داد و در سال ۱۸۸۸ به موسسه مهندسان برق تغییر یافت. این توسط منشور سلطنتی در سال ۱۹۲۱ رسماً به ثبت رسیده.
در سال ۱۹۸۸ موسسه مهندسان برق (آی‌ئی‌ئی) با موسسه مهندسین الکترونیک و رادیو (IERE) که در اصل مؤسسه مهندسان رادیو بریتانیا (Brit IRE) در سال ۱۹۲۵ تأسیس شد، ادغام شد.
در اواسط دهه ۲۰۰۰، آی‌ئی‌ئی بزرگ‌ترین انجمن مهندسی حرفه ای در اروپا بود، با عضویت در سراسر جهان در حدود ۱۲۰۰۰۰ نفر.
بحث در مورد ادغام با مؤسسه مهندسان همبسته (IIE) با نام جدید در سال ۲۰۰۴ آغاز شد و پس از رأی‌گیری عضویت، آی‌ئی‌ئی در ۳۱ مارس ۲۰۰۶ با آی‌آی‌ئی ادغام شد و مؤسسه مهندسی و فناوری (IET) را تشکیل داد.

## مقررات سیم‌کشی
آی‌ئی‌ئی ناشر استاندارد بریتانیا برای سیم‌کشی برق در بریتانیا بی‌اس ۷۶۷۱ بود. این اکنون توسط IET منتشر می‌شود.